# برنارد أوقست تيل
برنارد أوقست تيل (و. 1850 – 1901 م) هو كاهن كاثوليكي ألماني، توفي في سان خوسيه، كوستاريكا، عن عمر يناهز 51 عاماً.

## مناصب
تولى منصب أسقف كاثوليكي (منذ 5 سبتمبر 1880)
- مطران  [لغات أخرى]‏

.